# Hockeria bicolor
Hockeria bicolor är en stekelart som beskrevs av Halstead 1990. Hockeria bicolor ingår i släktet Hockeria och familjen bredlårsteklar. Inga underarter finns listade i Catalogue of Life.